# Bistum Sault Sainte Marie
Das Bistum Sault Sainte Marie (lateinisch Dioecesis Sanctae Mariae Ormensis, englisch Diocese of Sault Sainte Marie, französisch Diocèse de Sault-Sainte-Marie) ist eine in Kanada gelegene römisch-katholische Diözese mit Sitz in Sault Ste. Marie.

## Geschichte
Das Bistum Sault Sainte Marie wurde am 16. September 1904 durch Papst Pius X. aus Gebietsabtretungen des Bistums Peterborough errichtet und dem Erzbistum Kingston als Suffraganbistum unterstellt. Am 29. April 1972 gab das Bistum Sault Sainte Marie Teile seines Territoriums zur Gründung des Bistums Fort William ab. 

## Bischöfe von Sault Sainte Marie
- 1904–1934 David Joseph Scollard
- 1934–1958 Ralph Hubert Dignan
- 1958–1985 Alexander Carter
- 1985–1989 Marcel André Gervais, dann Koadjutorerzbischof von Ottawa
- 1989–2015 Jean-Louis Plouffe
- 2015–2020 Marcel Damphousse, dann Koadjutorerzbischof von Ottawa-Cornwall
- seit 2020 Thomas Dowd